# Passiflora roseorum
Passiflora roseorum Killip – gatunek rośliny z rodziny męczennicowatych (Passifloraceae Juss. ex Kunth in Humb.). Występuje endemicznie w Andach w południowej części Ekwadoru.

## Rozmieszczenie geograficzne
Rośnie endemicznie w Andach w południowej części Ekwadoru w prowincji Loja.

## Morfologia
PokrójZdrewniałe i trwałe liany.
LiścieKlapowane o długości 14–19 cm i szerokości 11–20 cm, skórzaste, całobrzegie, z ostrym lub tępym wierzchołkiem. Ogonek liściowy jest owłosiony i ma długość 8–25 mm. Przylistki są lancetowate i mają długość 13–22 mm.
KwiatyPojedyncze. Działki kielicha są podłużne i mają długość od 4,3 do 5,5 cm. Płatki są podłużne i mają długość 4–5 cm.
OwoceOwoce mają elipsoidalny kształt. Mają średnicę 4 cm.

## Biologia i ekologia
Występuje w wyższym lesie andyjskim na wysokości 2800–3100 m n.p.m. Gatunek jest znany z jednej subpopulacji, położonej na południe od Saraguro. Ostatnio wydaje się, że jego populacja ma tendencję wzrostową.

## Ochrona
W Czerwonej księdze gatunków zagrożonych został zaliczony do kategorii VU – gatunków narażonych na wyginięcie. Niszczenie siedlisk pod tereny uprawne oraz zbieranie drewna opałowego są głównymi zagrożeniami.